# Kampung Perak
Kampung Perak is een bestuurslaag in het regentschap Pariaman van de provincie West-Sumatra, Indonesië. Kampung Perak telt 770 inwoners (volkstelling 2010).